# Ladybug (SHAKALABBITSの曲)
Ladybug (レディバグ)は、SHAKALABBITSのメジャー7枚目、通算10枚目のシングルで、TOSHIBA-EMIから2005年9月1日に発売。

## 解説
Ladybugを初披露した沖縄のイベントではすごい雨で、ギターの音が出ない照明が消えるという機材トラブルがあったが、メンバーはその状況を面白かったと語っている。ミュージック・ビデオに出演している少女はモデルの石坂友里。

## 収録曲
1. Ladybug
作詞：UKI 作曲：MAH
2. 人魚のうた-silence ver.-
作詞：UKI 作曲：MAH
3. THE WILD ONE
作詞：Mike Chapman&Nickey Chinn 作曲：Mike Chapman&Nickey Chinn

## 収録アルバム
- MUSHROOMCAT RECORD (#1)

## ジャケット
ジャケットはMVから抜粋した1カット。
この写真はデジタルではなくフィルムで撮っていて、そこからメンバーで好きなカットを選んでいる。
キーワードは歌詞にも出ている“雨上がり”。
このジャケットの足はUKIの足ではない。